# 金哲雄
金哲雄（김철웅，1974年—），北韓鋼琴家，他為「自由演奏音樂」而逃亡到南韓。

## 生平
金哲雄出生於平壤的精英家庭，其父為朝鮮勞動黨幹部，母親是大學教授。他6歲起開始學習彈鋼琴，並得到政府的賞識。隨後，他入讀平壤金元均音樂大學鋼琴系。畢業後，他被平壤當局委派到俄羅斯莫斯科柴可夫斯基音樂學院深造。在當地，他接觸到如爵士樂和搖滾樂等現代的西方音樂，使他在音樂中感受到自由。
1999年，金哲雄學成歸來，在平壤朝鮮國立交響樂團擔任首席鋼琴師。期間，他曾因彈奏理查德·克萊德曼的《秋日私語》（法語：A Comme Amour）等現代西方樂曲而遭到國家安全保衛部的調查，並被要求提交10份的檢討信。經此以後，金哲雄決定為自由演奏而逃離北韓。2001年，他越過圖門江來到中國的延邊，又在當地從事搬運木頭的工作。
之後，他聽聞「去教堂能彈鋼琴」就到教堂去，並在南韓傳教士的協助在2003年來到南韓。隨後，他還把母親接到當地，又在韓世大學取得教職。此外，他還擔任北韓人權大使，又不時出席演奏會以宣揚和平訊息。他為脫北青少年組建的“阿里郎青年樂隊”，幫助孩子們走出心理陰影。

## 資料來源
1. 1 2 3 4 5  逃北鋼琴家金哲雄將首次舉行個人演奏會 （页面存档备份，存于） 《朝鮮日報》中文版 2007-11-21
2. ↑  首爾“和平音樂會”主打“脫北’鋼琴家 （页面存档备份，存于） 美國之音 2013-7-25
3. ↑  记者来鸿：因歌获罪的朝鲜钢琴家 （页面存档备份，存于） 英國廣播公司 2015-7-10